# Leonardo Guidi
Leonardo Guidi (Pontedera, 20 maart 1974) is een voormalig Italiaans wielrenner.

## Carrière
Guidi was maar vier jaar prof en reed in die periode drie grote rondes waarvan hij er maar een uitreed. Ook in vele klassiekers gaf hij op, zijn beste resultatenbehaalde hij in de Scheldeprijs met een 24e en 28e plaats.

## Resultaten in de voornaamste wedstrijden
| Jaar | Ronde van Italië | Ronde van Frankrijk | Ronde van Spanje |
| ---- | ---------------- | ------------------- | ---------------- |
| 1997 |                  |                     |                  |
| 1998 |                  | opgave              |                  |
| 1999 |                  |                     | opgave           |
| 2000 |                  |                     | 112e             |

| Jaar | Milaan-San Remo | Gent-Wevelgem | Parijs-Roubaix | Amstel Gold Race | E3 Harelbeke | Scheldeprijs |
| ---- | --------------- | ------------- | -------------- | ---------------- | ------------ | ------------ |
| 1997 | 147e            | 87e           |                |                  | 82e          | 28e          |
| 1998 |                 | 46e           | opgave         |                  | opgave       |              |
| 1999 |                 | 60e           | opgave         | opgave           | opgave       |              |
| 2000 |                 |               |                |                  | opgave       | 24e          |